# ایکی ساساکی
ایکی ساساکی (انگلیسی: Ikki Sasaki؛ زادهٔ ۱۹ فوریهٔ ۱۹۹۱) بازیکن فوتبال اهل ژاپن است.